# Bushbrandene i Australien 2009
Bushbrandene i Australien 2009 var en række bushbrande (brande i skov og krat), der hærgede den australske delstat Victoria i perioden fra den 7. februar 2009 til den 14. marts 2009. 173 mennesker mistede livet, mens 414 blev såret.
De værst ramte steder var områderne nord for millionbyen Melbourne, hvor en række mindre byer, blandt andre Kinglake, Marysville, Narbethong og Strathewen næsten er lagt øde. Mindst 922 hjem blev nedbrændt.
Brandene opstod på det værst tænkelige tidspunkt, midt i en kraftig hedebølge, og netop på en dag med de højeste temperaturer, som er registreret i delstaten siden 1859. Brandårsagerne vurderes til at være såvel en følge af lynnedslag som af ildspåsættelser. Den australske premierminister Kevin Rudd kaldte i et TV-interview de påsatte brande for "massemord".